# Borki Małe (powiat oleski)
Borki Małe (niem. Klein Borek) – wieś w Polsce, położona w województwie opolskim, w powiecie oleskim, w gminie Olesno.

## Nazwa
W alfabetycznym spisie miejscowości na terenie Śląska wydanym w 1830 roku we Wrocławiu przez Johanna Knie miejscowość występuje pod polską nazwą Małe Borki oraz nazwą zgermanizowaną Klein Borek. Topograficzny słownik Prus z 1835 roku notuje wieś pod polską nazwą Małe Borki, a także niemiecką Borek Klein.
W 1936 roku hitlerowska administracja III Rzeszy, chcąc zatrzeć polskie pochodzenie nazwy wsi, przemianowały ją ze zgermanizowanej na nową, całkowicie niemiecką nazwę Heidelsdorf

## Historia
Plebiscyt i powstanie
W 1910 roku 536 mieszkańców mówiło w języku polskim, natomiast 7 osób posługiwało się jedynie językiem niemieckim. W wyborach komunalnych w listopadzie 1919 roku wszystkie 188 głosów oddano na kandydatów z list polskich, którzy zdobyli komplet 10 mandatów. Podczas plebiscytu w 1921 roku we wsi uprawnionych do głosowania było 293 mieszkańców (w tym 31 emigrantów). Za Polską głosowało 213 osób, za Niemcami 73 osób. Borki Małe były miejscem walk podczas III powstania śląskiego. 4 maja 1921 miejscowi powstańcy opanowali Borki Małe. 22 maja w godzinach wieczornych znajdujący się tu plut. art. por. Włodzimierza Westfalewicza ogniem swoich dział zmusił niemiecki pociąg pancerny (wspierający piechotę atakującą Olesno) do wycofania się w kierunku Kluczborka. Borki Małe do 27 czerwca 1921 pozostały w rękach powstańców. .